# Priotelus temnurus
Priotelus temnurus, conhecido popularmente por tocororo, é uma ave da família Trogonidae. É uma espécie endêmica de Cuba e ave-símbolo do país.
O tocororo vive em bosques e tem uma grande resistência ao cativeiro.
O seu nome indígena é Guatiní.

## Caraterísticas físicas
O tocororo mede aproximadamente 27 cm, com envergadura de 39 cm de comprimento. Possui a nuca e a parte superior da cabeça azuis-violáceas, garganta e o peito branco-acinzentados, ventre vermelho e costas e parte superior da cauda verde-escuro iridescente. A íris é vermelha.